# 幕内雅敏
幕内 雅敏（まくうち まさとし、1946年8月12日 - ）は、日本の外科医。肝臓外科手術の分野において世界的に知られる。
東京大学医学部卒業。東京大学大学院医学系研究科教授、日本赤十字社医療センター院長を経て医療法人社団大坪会東和病院の院長に就任。日本赤十字社医療センター名誉院長・東京大学名誉教授。

## 経歴
東京都目黒区柿の木坂生まれ。外科医・幕内精一の次男として生まれ、父に憧れを抱き医師を志す。東京学芸大学附属世田谷小学校、東京学芸大学附属世田谷中学校、東京都立日比谷高等学校を経て、東京大学理科三類に進学。1973年に東京大学医学部を卒業後、当時専門医が極めて少なかった肝臓外科の道へ進む。1970年代末、肝臓を血管の支配領域ごとに8つの区域に分け、最小限の部分だけを切除する「系統的区域切除術（幕内式肝切除）」を開発した。1990年6月15日、生体肝移植の3例目を成功させた。
2007年にNHK総合の「プロフェッショナル 仕事の流儀」に出演した。
兄は東海大学消化器外科学主任教授で東海大学医学部付属病院長の幕内博康。

## 略歴
- 1965年 東京都立日比谷高等学校卒業
- 1973年 東京大学医学部卒業[4]
- 1988年 国立がんセンター病院外来部外科医長
- 1989年 同手術部長、信州大学医学部第一外科教授[4]
- 1994年 東京大学医学部第二外科教授[4]
- 1997年 同 肝胆膵外科、人工臓器・移植外科教授
- 2007年 日本赤十字社医療センター院長[5]
- 2017年 医療法人社団大坪会 東和病院院長